# Coppa del mondo di ciclocross 2019-2020
La Coppa del mondo di ciclocross 2019-2020, ventisettesima edizione della competizione, si è svolta in nove tappe tra il 14 settembre 2019 e il 26 gennaio 2020. Le gare sono state riservate alle categorie maschili Elite, Under-23 e Juniores, e alla categoria femminile; per quest'ultima categoria sono state stilate separatamente la classifica Elite e la classifica Under-23.

## Uomini Elite

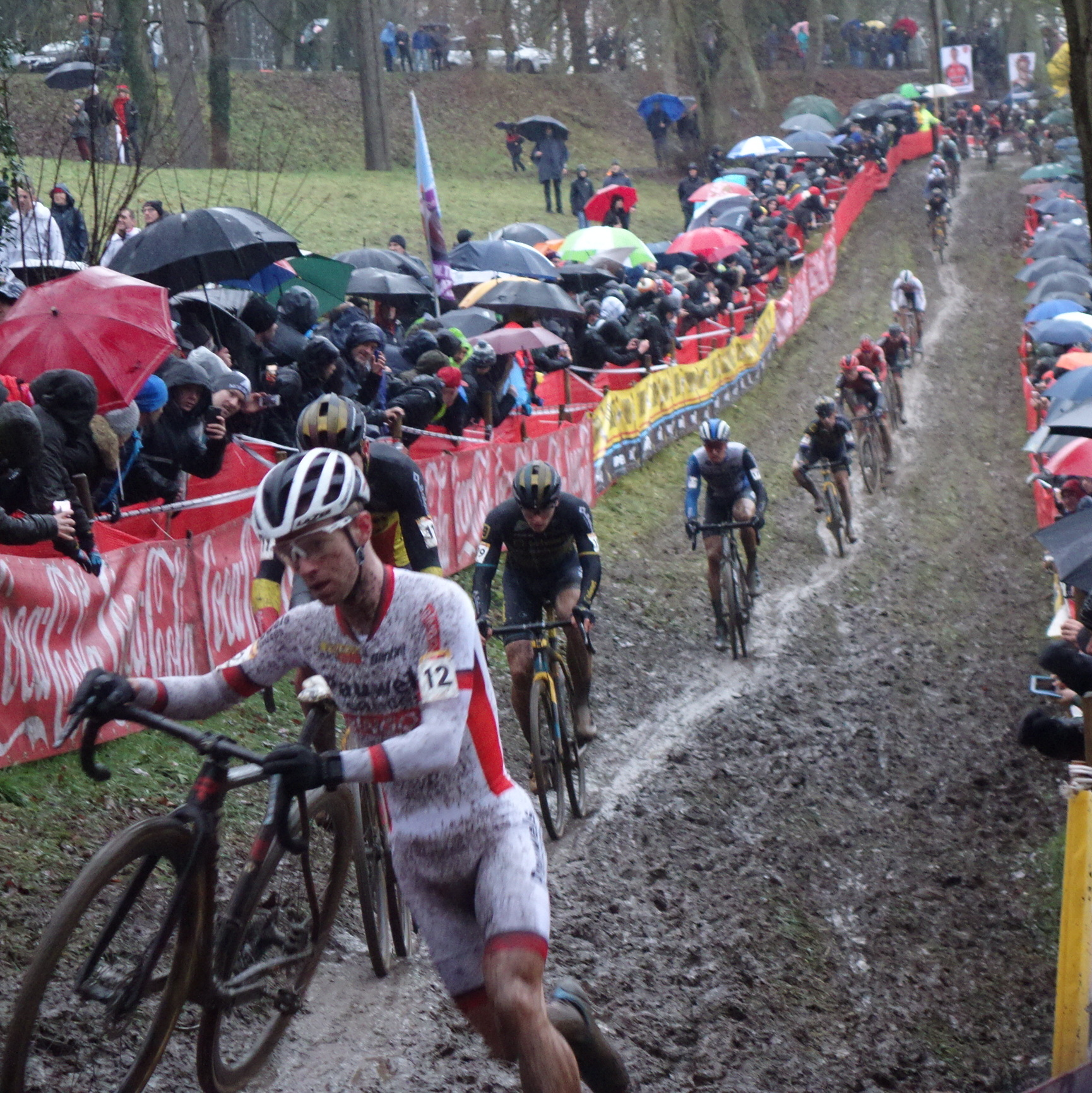
I ciclisti in azione al Cyclo-cross de la Citadelle 2019

### Risultati
| N. | Data         | Città          | Prova                          | Vincitore            | Leader della Cl. generale |
| -- | ------------ | -------------- | ------------------------------ | -------------------- | ------------------------- |
| 1  | 14 settembre | Iowa City      | Jingle Cross                   | Eli Iserbyt          | Eli Iserbyt               |
| 2  | 22 settembre | Waterloo       | Cyclo-Cross Collective Cup #2  | Eli Iserbyt          | Eli Iserbyt               |
| 3  | 20 ottobre   | Berna          | Radquer Bern                   | Eli Iserbyt          | Eli Iserbyt               |
| 4  | 16 novembre  | Tábor          | Cyklokros Tábor                | Mathieu van der Poel | Eli Iserbyt               |
| 5  | 24 novembre  | Koksijde       | Duinencross                    | Mathieu van der Poel | Eli Iserbyt               |
| 6  | 22 dicembre  | Namur          | Cyclo-cross de la Citadelle    | Mathieu van der Poel | Toon Aerts                |
| 7  | 26 dicembre  | Heusden-Zolder | Grote Prijs Eric De Vlaeminck  | Mathieu van der Poel | Toon Aerts                |
| 8  | 19 gennaio   | Nommay         | Cyclo-cross de Nommay          | Eli Iserbyt          | Toon Aerts                |
| 9  | 26 gennaio   | Hoogerheide    | Grote Prijs Adrie van der Poel | Mathieu van der Poel | Toon Aerts                |

### Classifica generale
Classifiche finali.
| Pos. | Corridore              | Squadra                | IOW | WAT | BER | TAB | KOK | NAM | HEU | NOM | HOO | Punti |
| ---- | ---------------------- | ---------------------- | --- | --- | --- | --- | --- | --- | --- | --- | --- | ----- |
| 1    | Toon Aerts             | Telenet Baloise Lions  | 2   | 2   | 2   | 5   | 3   | 2   | 14  | 2   | 2   | 577   |
| 2    | Eli Iserbyt            | Pauwels Sauzen-Bingoal | 1   | 1   | 1   | 2   | 13  | Rit | 13  | 1   | 3   | 531   |
| 3    | Michael Vanthourenhout | Pauwels Sauzen-Bingoal | 7   | 3   | 3   | 4   | 8   | 7   | 4   | 11  | 4   | 492   |
| 4    | Laurens Sweeck         | Pauwels Sauzen-Bingoal | 5   | 16  | 8   | 9   | 2   | 9   | 2   | 3   | 9   | 473   |
| 5    | Lars van der Haar      | Telenet Baloise Lions  | 6   | 13  | 6   | 3   | 4   | 6   | 9   | 4   | 6   | 467   |
| 6    | Quinten Hermans        | Telenet/Circus-Wanty   | 9   | 6   | 4   | 7   | 5   | 15  | 3   | 7   | 13  | 444   |
| 7    | Corné van Kessel       | Telenet/Circus-Wanty   | Rit | 5   | 5   | 6   | 6   | 3   | 6   | 6   | 10  | 417   |
| 8    | Mathieu van der Poel   | Corendon/Alpecin-Fenix | -   | -   | -   | 1   | 1   | 1   | 1   | -   | 1   | 400   |
| 9    | Gianni Vermeersch      | Creafin-Fristads       | 4   | 4   | 24  | 12  | 20  | 11  | 5   | 8   | 16  | 393   |
| 10   | Joris Nieuwenhuis      | Team Sunweb            | 26  | 8   | 9   | 11  | 21  | 14  | 8   | 16  | 14  | 340   |

## Donne Elite/Under-23

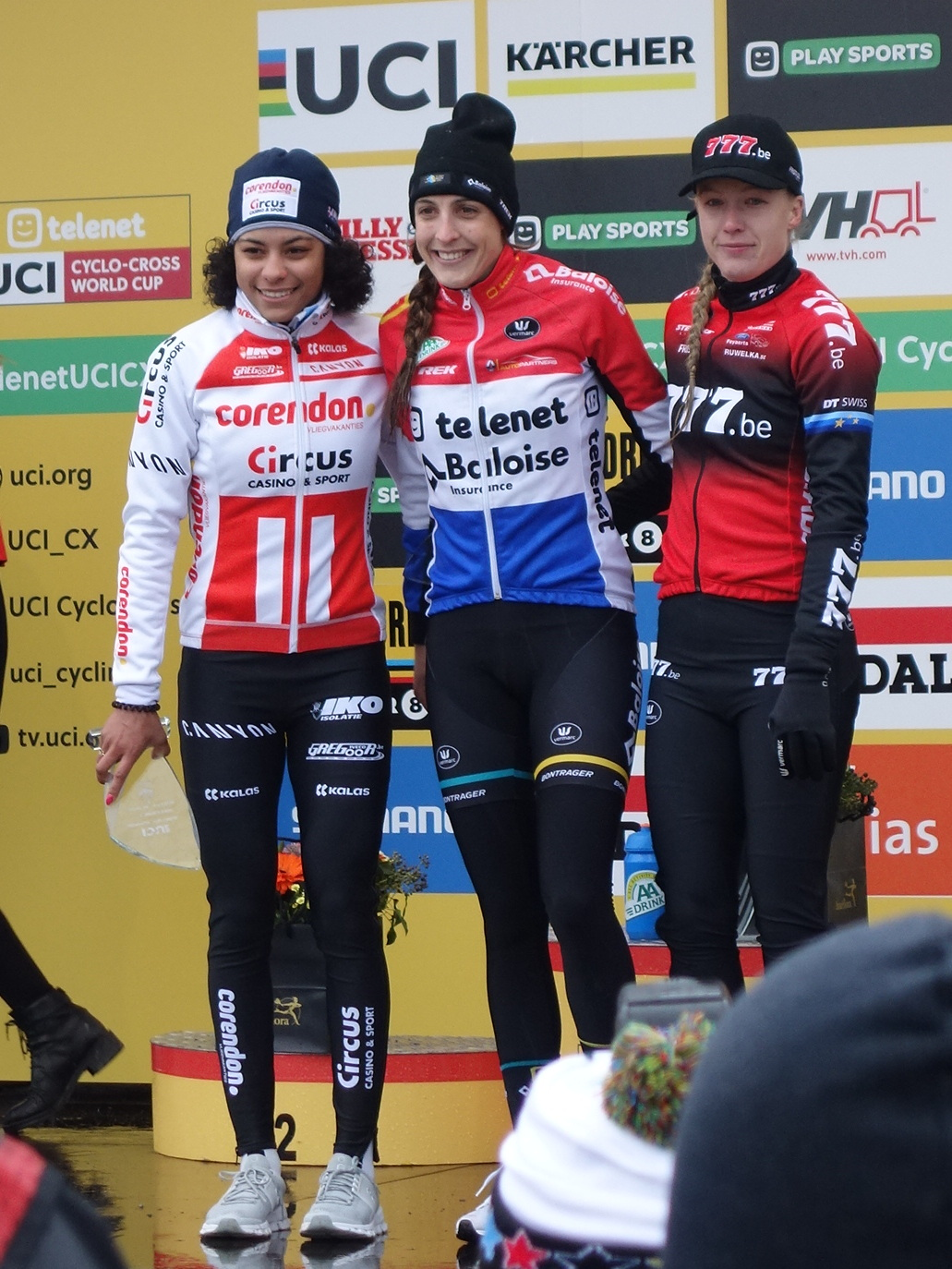
Il podio del Cyclo-cross de la Citadelle 2019

### Risultati
| N. | Data         | Città          | Prova                          | Vincitrice                 | Leader della Cl. generale  |
| -- | ------------ | -------------- | ------------------------------ | -------------------------- | -------------------------- |
| 1  | 14 settembre | Iowa City      | Jingle Cross                   | Maghalie Rochette          | Maghalie Rochette          |
| 2  | 22 settembre | Waterloo       | Cyclo-Cross Collective Cup #2  | Kateřina Nash              | Kateřina Nash              |
| 3  | 20 ottobre   | Berna          | Radquer Bern                   | Annemarie Worst            | Kateřina Nash              |
| 4  | 16 novembre  | Tábor          | Cyklokros Tábor                | Annemarie Worst            | Kateřina Nash              |
| 5  | 24 novembre  | Koksijde       | Duinencross                    | Ceylin del Carmen Alvarado | Kateřina Nash              |
| 6  | 22 dicembre  | Namur          | Cyclo-cross de la Citadelle    | Lucinda Brand              | Kateřina Nash              |
| 7  | 26 dicembre  | Heusden-Zolder | Grote Prijs Eric De Vlaeminck  | Lucinda Brand              | Ceylin del Carmen Alvarado |
| 8  | 19 gennaio   | Nommay         | Cyclo-cross de Nommay          | Annemarie Worst            | Ceylin del Carmen Alvarado |
| 9  | 26 gennaio   | Hoogerheide    | Grote Prijs Adrie van der Poel | Lucinda Brand              | Annemarie Worst            |

### Classifica generale
Classifiche finali.

#### Elite
| Pos. | Corridore                  | Squadra                | IOW | WAT | BER | TAB | KOK | NAM | HEU | NOM | HOO | Punti |
| ---- | -------------------------- | ---------------------- | --- | --- | --- | --- | --- | --- | --- | --- | --- | ----- |
| 1    | Annemarie Worst            | Team 777               | -   | -   | 1   | 1   | 5   | 3   | 3   | 1   | 2   | 495   |
| 2    | Ceylin del Carmen Alvarado | Corendon/Alpecin-Fenix | -   | -   | 2   | 2   | 1   | 2   | 2   | 2   | 6   | 480   |
| 3    | Kateřina Nash              | Clif Pro Team          | 2   | 1   | 7   | 18  | 14  | 5   | 15  | 12  | 19  | 430   |
| 4    | Inge van der Heijden       | CCC-Liv                | 4   | 21  | 21  | 12  | 4   | 14  | 5   | 18  | 9   | 388   |
| 5    | Katherine Compton          |                        | 22  | 19  | 6   | 13  | 11  | 7   | 12  | 3   | 15  | 377   |
| 6    | Maghalie Rochette          | Specialized-Feedback   | 1   | 5   | 11  | 16  | -   | 10  | 14  | 11  | 8   | 375   |
| 7    | Lucinda Brand              | Telenet Baloise Lions  | -   | -   | -   | 4   | 2   | 1   | 1   | -   | 1   | 370   |
| 8    | Anna Kay                   | Experza Pro CX         | 12  | 14  | 3   | 7   | 12  | 30  | 19  | 19  | 18  | 346   |
| 9    | Caroline Mani              | Pactimo Colorado Proud | 8   | 6   | 22  | 14  | 21  | 17  | 27  | 7   | 14  | 335   |
| 10   | Manon Bakker               | Experza Pro CX         | 13  | 8   | 13  | 17  | 13  | 12  | 33  | 5   | 24  | 333   |

#### Under-23
| Pos. | Corridore                  | Squadra                 | IOW | WAT | BER | TAB | KOK | NAM | HEU | NOM | HOO | Punti |
| ---- | -------------------------- | ----------------------- | --- | --- | --- | --- | --- | --- | --- | --- | --- | ----- |
| 1    | Ceylin del Carmen Alvarado | Corendon/Alpecin-Fenix  | -   | -   | 2   | 2   | 1   | 2   | 2   | 2   | 6   | 480   |
| 2    | Inge van der Heijden       | CCC-Liv                 | 4   | 21  | 21  | 12  | 4   | 14  | 5   | 18  | 9   | 388   |
| 3    | Anna Kay                   | Experza Pro CX          | 12  | 14  | 3   | 7   | 12  | 30  | 19  | 19  | 18  | 346   |
| 4    | Manon Bakker               | Experza Pro CX          | 13  | 8   | 13  | 17  | 13  | 12  | 33  | 5   | 24  | 333   |
| 5    | Shirin van Anrooij         | Team 185                | -   | -   | 25  | 10  | 10  | 18  | 8   | -   | 7   | 237   |
| 6    | Marion Norbert-Riberolle   | Experza Pro CX          | -   | -   | 20  | 15  | 27  | 11  | 20  | 10  | 22  | 233   |
| 7    | Puck Pieterse              | WV Eemland              | -   | -   | 30  | 9   | 20  | 22  | 13  | -   | 16  | 198   |
| 8    | Francesca Baroni           | Selle Italia-Guerciotti | -   | -   | 34  | -   | -   | 21  | 17  | 16  | 34  | 133   |
| 9    | Ruby West                  | Pivot-Maxxis            | 19  | 12  | -   | -   | -   | 34  | 28  | 37  | 46  | 130   |
| 10   | Marthe Truyen              | Telenet Baloise Lions   | 27  | 29  | 36  | 38  | 31  | 58  | 43  | 45  | 50  | 108   |

## Uomini Under-23

### Risultati
| N. | Data        | Città          | Prova                          | Vincitore        | Leader della Cl. generale |
| -- | ----------- | -------------- | ------------------------------ | ---------------- | ------------------------- |
| 1  | 20 ottobre  | Berna          | Radquer Bern                   | Kevin Kuhn       | Kevin Kuhn                |
| 2  | 16 novembre | Tábor          | Cyklokros Tábor                | Thomas Mein      | Kevin Kuhn                |
| 3  | 24 novembre | Koksijde       | Duinencross                    | Niels Vandeputte | Kevin Kuhn                |
| 4  | 22 dicembre | Namur          | Cyclo-cross de la Citadelle    | Kevin Kuhn       | Kevin Kuhn                |
| 5  | 26 dicembre | Heusden-Zolder | Grote Prijs Eric De Vlaeminck  | Kevin Kuhn       | Kevin Kuhn                |
| 6  | 19 gennaio  | Nommay         | Cyclo-cross de Nommay          | Ryan Kamp        | Kevin Kuhn                |
| 7  | 26 gennaio  | Hoogerheide    | Grote Prijs Adrie van der Poel | Ryan Kamp        | Kevin Kuhn                |

### Classifica generale
Classifiche finali. Nota: solo i quattro migliori risultati di ciascun ciclista sono presi in considerazione per il calcolo della classifica.
| Pos. | Corridore        | Squadra       | BER  | TAB  | KOK  | NAM   | HEU   | NOM | HOO   | Punti |
| ---- | ---------------- | ------------- | ---- | ---- | ---- | ----- | ----- | --- | ----- | ----- |
| 1    | Kevin Kuhn       | Svizzera      | 1    | 2    | (5)  | 1     | 1     | (2) | (39)  | 230   |
| 2    | Ryan Kamp        | Paesi Bassi   | 2    | (5)  | (3)  | 2     | (Rit) | 1   | 1     | 220   |
| 3    | Antoine Benoist  | Francia       | 4    | 3    | (11) | (5)   | 2     | (-) | 2     | 185   |
| 4    | Niels Vandeputte | Belgio        | (10) | (-)  | 1    | 7     | 5     | (-) | 3     | 173   |
| 5    | Thomas Mein      | Gran Bretagna | (9)  | 1    | 4    | (Rit) | 7     | 3   | (Rit) | 173   |
| 6    | Loris Rouiller   | Svizzera      | 3    | 8    | (-)  | 10    | 3     | (-) | (25)  | 138   |
| 7    | Timo Kielich     | Belgio        | 7    | 13   | 6    | 4     | (28)  | (-) | (20)  | 116   |
| 8    | Jakob Dorigoni   | Italia        | (-)  | (-)  | (-)  | 3     | 6     | 20  | 7     | 114   |
| 9    | Pim Ronhaar      | Paesi Bassi   | (13) | (15) | 8    | 9     | (10)  | 5   | 9     | 109   |
| 10   | Gerben Kuypers   | Belgio        | 6    | 4    | 12   | (13)  | (31)  | 12  | (-)   | 108   |

## Uomini Junior

### Risultati
| N. | Data        | Città          | Prova                          | Vincitore   | Leader della Cl. generale |
| -- | ----------- | -------------- | ------------------------------ | ----------- | ------------------------- |
| 1  | 20 ottobre  | Berna          | Radquer Bern                   | Thibau Nys  | Thibau Nys                |
| 2  | 16 novembre | Tábor          | Cyklokros Tábor                | Thibau Nys  | Thibau Nys                |
| 3  | 24 novembre | Koksijde       | Duinencross                    | Thibau Nys  | Thibau Nys                |
| 4  | 22 dicembre | Namur          | Cyclo-cross de la Citadelle    | Thibau Nys  | Thibau Nys                |
| 5  | 26 dicembre | Heusden-Zolder | Grote Prijs Eric De Vlaeminck  | Thibau Nys  | Thibau Nys                |
| 6  | 19 gennaio  | Nommay         | Cyclo-cross de Nommay          | Thibau Nys  | Thibau Nys                |
| 7  | 26 gennaio  | Hoogerheide    | Grote Prijs Adrie van der Poel | Dario Lillo | Thibau Nys                |

### Classifica generale
Classifiche finali. Nota: solo i quattro migliori risultati di ciascun ciclista sono presi in considerazione per il calcolo della classifica.
| Pos. | Corridore        | Squadra     | BER  | TAB  | KOK  | NAM   | HEU | NOM  | HOO  | Punti |
| ---- | ---------------- | ----------- | ---- | ---- | ---- | ----- | --- | ---- | ---- | ----- |
| 1    | Thibau Nys       | Belgio      | 1    | 1    | 1    | 1     | (1) | (1)  | (3)  | 240   |
| 2    | Dario Lillo      | Svizzera    | (6)  | 4    | (7)  | 2     | 2   | (5)  | 1    | 200   |
| 3    | Lennert Belmans  | Belgio      | (5)  | (11) | 3    | 4     | 3   | (11) | 2    | 180   |
| 4    | Emiel Verstrynge | Belgio      | 3    | (12) | 4    | (19)  | 6   | 3    | (12) | 160   |
| 5    | Rémi Lelandais   | Francia     | 8    | 6    | (15) | 3     | (-) | 2    | (10) | 151   |
| 6    | Ward Huybs       | Belgio      | (7)  | 5    | 2    | (8)   | 5   | (8)  | 6    | 150   |
| 7    | Tibor del Grosso | Paesi Bassi | (12) | 9    | (9)  | (11)  | 4   | 4    | 5    | 139   |
| 8    | Jente Michels    | Belgio      | 2    | 8    | 5    | (Rit) | 8   | (16) | (11) | 137   |
| 9    | Jan Zatloukal    | Rep. Ceca   | 11   | 3    | -    | 10    | (-) | (-)  | 4    | 127   |
| 10   | Hugo Kars        | Paesi Bassi | (22) | (22) | 12   | 9     | 7   | (21) | 8    | 97    |